# Абдурашидов, Шамсудин Абдурашидович
Шамсудин Абдурашидович Абдурашидов (26 января 1985 года, Кизилюрт, Дагестан) — российский каратист, чемпион России, Европы и мира по карате. Заслуженный мастер спорта России по киокусинкай.

## Биография
Родился 26 января 1985 года в городе Кизилюрт Республики Дагестан. Аварец по национальности. Спортивным «бесконтактным» каратэ начал заниматься в 1992 году. С 1996 года занимается каратэ-до Кёкусин у Магомеда Расуловича Эльдарова, 2-й дан.
Заслуженный мастер спорта России. Чемпион мира по кёкусин каратэ-до. Член сборной команды Федерации Кёкусин-кан каратэ-до России с 2004 года.

## Спортивные достижения
Победитель и призёр первенств Республики Дагестан, Южного Федерального округа России (1994—2003 гг.), победитель и призёр чемпионатов России, Европы, Азии, Мира:
- 2004 г. — Москва. «Кубок Федерации» по Кёкусин-кан — 1 место (до 80 кг).
- 2004 г. — Подольск. Открытый международный турнир «Кубок наций» — 1 место (до 80 кг).
- 2004 г. — Токио. II Абсолютный чемпионат Японии по Кёкусин-кан — 2 место (до 80 кг).
- 2005 г. — Москва. II Открытый чемпионат России по Кёкусин-кан — 1 место (до 80 кг).
- 2005 г. — Москва. I Открытый чемпионат мира по Кёкусин-кан — 1 место (до 80 кг).
- 2005 г. — Лондон. III Чемпионат мира по Кёкусинкай по версии IFK — 1 место (до 80 кг).
- 2006 г. — Киев. Чемпионат по Кёкусин-кан — 1 место (до 80 кг).
- 2006 г. — Астана. Международный турнир « Кубок Астаны — 2006» — 3 место (до 80 кг).
- 2007 г. — Амстердам. I Открытый чемпионат мира по версии IBK — 1 место (до 80 кг).
- 2007 г. — Будапешт. Кубок Европы по Кёкусин-кан — 1 место (до 80 кг).
- 2007 г. — Барселона. Открытый чемпионат Испании по Кёкусин-кан — 3 место (до 80 кг).
- 2008 г. — Москва. II Открытый чемпионат Европы по Кёкусин-кан — 2 место (до 80 кг).
- 2009 г. — Москва. V Открытый чемпионат России по Кёкусин-кан — 1 место (до 80 кг).
- 2010 г. — III Открытый чемпионат Европы по Кёкусин-кан — 1 место (до 80 кг).
- 2010 г. — Москва. VI Открытый чемпионат России по Кёкусин-кан — 1 место (до 80 кг), приз за самый короткий бой.
- 2011 г. — Москва. Победитель Битвы Чемпионов −6
- 2011 г. — Джакарта. Международный турнир «Indonesia Open» — 1 место (до 80 кг).
- 2012 г. — Москва. II Открытый чемпионат Азии по Кёкусин-кан — 1 место (до 80 кг).
- 2012 г. — Ереван. IV Чемпионат Европы Кёкусин-кан — 1 место (до 80 кг).

## Тренерская деятельность
Тренер-преподаватель Центрального додзё Кёкусин-кан
каратэ-до России, руководитель спортивного клуба «Abdurashidov team ».
Тренер по киокусинкай ГАУ Спортивной школы МЦБИ